# Клео от 5 до 7
„Клео от 5 до 7“ (на френски: Cléo de 5 à 7) е френски филм от 1962 година, драма на режисьорката Анес Варда по неин собствен сценарий. 

## Сюжет
В центъра на сюжета е известна поп певица, която си внушава, че е болна от рак, и прекарва един трескав ден в очакване на резултатите от медицинските изследвания. Главните роли се изпълняват от Корин Маршан, Доминик Давре, Антоан Бурсейе, Дороте Бланк. 

## В ролите
| Изпълнител             | Роля                   |
| ---------------------- | ---------------------- |
| Корин Маршан           | Флоранс (Клео) Виктуар |
| Антоан Бурсейе         | Антоан                 |
| Доминик Давре          | Анжела                 |
| Дороте Бланк           | Доротея                |
| Мишел Льогран          | Боб, пианиста          |
| Хосе Луис де Вилялонга | Жозе, любовника        |
| Лойе Пайан             | Ирма, гадателка        |
| Люсиен Маршан          | Шофьор на такси        |
| Серж Корбер            | Поет                   |

## Награди и номинации
- 1962 Номинация за „Златна палма“. [4]